# ماريا بيا دي فيتو
ماريا بيا دي فيتو (بالإيطالية: Maria Pia De Vito)‏ هي ملحنة ومغنية إيطالية، ولدت في 17 أغسطس 1960 في نابولي في إيطاليا.

## وصلات خارجية
- الموقع الرسمي
- ماريا بيا دي فيتو على موقع ميوزك برينز (الإنجليزية)
- ماريا بيا دي فيتو على موقع أول ميوزيك (الإنجليزية)
- ماريا بيا دي فيتو على موقع ديسكوغز (الإنجليزية)